# Joan Sutherlandová
Joan Sutherlandová (7. listopad 1926, Sydney – 10. říjen 2010) byla australská operní pěvkyně, koloraturní soprán.
Na začátku padesátých let studovala v Londýně, kde ji angažovala Královská opera Covent Garden. Zpočátku usilovala o dráhu wagnerovské pěvkyně, avšak její manžel, dirigent Richard Bonynge, ji přemluvil, aby se orientovala na italské belcanto. Její silný soprán se právě v tomto žánru pak nejvíce uplatnil a její úspěchy také významně přispěly k renesanci žánru v druhé polovině 20. století.
Její kariéra začala londýnským představením Donizettiho Lucie z Lammermooru v únoru 1959 v režii Franka Zeffirelliho. Roku 1961 s ní debutovala i v Metropolitní opeře. Na nejslavnějších světových jevištích pak ztvárnila i Lakmé, Aminu v Náměsíčné, Elvíru v Puritánech, Lucrezii Borgiu, Annu Bolenu, Verdiho Traviatu, Odabellu, Leonoru v Trubadúrovi nebo Amalii v Loupežnících.
Jejím pěveckým partnerem byl často Luciano Pavarotti, kterého Sutherlandová pomohla objevit, když mu roku 1965, v Pavarottiho 33 letech, nabídla, aby ji doprovázel na australském turné. Sutherlandové stál Pavarotti po boku i při jejím posledním veřejném vystoupení v galapředstavení Straussova Netopýra v londýnské Covent Garden na Silvestra roku 1990.
Britská královna jí udělila čestný rytířský titul Dame.